# 莫伊島
莫伊島（英語：Moe Island），是南極洲的島嶼，屬於南奧克尼群島的一部分，長2公里，與西格尼島以菲爾海峽相隔，被國際鳥盟列為重點鳥區，是11,000雙南極企鵝的棲息地。
60°45′S 45°42′W / 60.750°S 45.700°W